# Flipper (film fra 1996)
 For alternative betydninger, se Flipper (flertydig). (Se også artikler, som begynder med Flipper)
Flipper er en amerikansk eventyrfilm fra 1996 og en genindspilning af filmen af samme navn fra 1963 (som havde dannet grundlag for en tv-serie, der kørte fra 1964 til 1967).
Filmen er skrevet og instrueret af Alan Shapiro og har Elijah Wood i hovedrollen som Sandy Ricks, en dreng, der skal tilbringe sommeren med sin onkel Porter (Paul Hogan), som bor på Floridas guldkyst. Selvom han forventer at få en kedelig sommer, støder han på en delfin, som han navngiver Flipper, og som han danner et venskab med.
Filmen er ikke relateret til tv-serien af samme navn fra 1995-2000, der også var en genindspilning af filmen fra 1963 og tv-serien fra 1964. I stedet for Metro-Goldwyn-Mayer, et produktionsselskab for Flipper-franchisen, distribueres denne film af Universal Pictures.